# Dedza
Dedza é um distrito do Malawi localizado na Região Central. Sua capital é a cidade de Dedza.